# 지투 루붐부
지투 안드레 세바스티앙 루붐부(포르투갈어: Zito André Sebastião Luvumbo, 2002년 3월 9일 ~ )는 앙골라의 축구 선수이다. 그의 포지션은 윙어로, 현재 이탈리아 세리에 A의 칼리아리에서 활약하고 있다.

## 클럽 경력
루안다에서 태어난, 루붐부는 프리메이루 지 아우구스투에서 경력을 시작했으며, 2019년 2월 잉글랜드의 맨체스터 유나이티드 아카데미에서 입단 테스트를 받았다. 그는 또한 잉글랜드의 웨스트햄 유나이티드로의 이적설이 돌기도 했다.
2020년 9월 23일, 그는 이탈리아 세리에 A의 칼리아리와 5년 계약을 맺고 이적했다.
2021년 7월 27일, 그는 코모로 한 시즌간 임대되었다.

## 국가대표팀 경력
앙골라 U-17 대표팀 일원으로 활약한 루붐부는 2019년 8월, 처음으로 성인 대표팀 소집을 받았다. 2019년 9월, 그는 1-0으로 이긴 감비아와의 원정 경기에서 앙골라 축구 국가대표팀 데뷔전을 치렀다.